# پارک ملی پاللاس-اوللس‌تونتوری
پارک ملی پالْلاس-اولْلَس‌تونتوری سومین پارک ملی بزرگ فنلاند و مساحت آن ۱۰۲۰ کیلومتر مربع است. پارک ملی در غرب لاپلند در شهرداری‌های اینون‌تکیو، کیتّیلَه، کلاری و مونیو واقع شده است. چشم‌انداز پارک ملی پاللاس-اوللس‌تونتوری تحت ویژگی مناظر مرتفع و بایر است، مانند کوه یا تپه پوشیده از تالاب که تقریباً ۱۰۰ کیلومتر طول دارد. جنگل‌های تایگا در این منطقه جنگل‌های شمالی را پوشش می‌دهد. از نظر بازدید، پارک ملی پاللاس-اوللس‌تونتوری محبوب‌ترین پارک ملی فنلاند است. در سال ۲۰۱۹، شمارنده‌های بازدیدکننده ۵۶۱۲۰۰ بازدید را ثبت کردند.

## مسیرهای پیاده‌روی
پاللاس-اوللس‌تونتوری ده‌ها مسیر مختلف برای پیاده‌روی و اسکی دارد که برای افرادی که به دنبال سطوح مختلف سختی هستند مناسب است. مسیرها فرصتی عالی برای دیدن طبیعت متنوع پارک ملی فراهم می‌کنند. برخی از مسیرها به بالای آبشار منتهی می‌شوند، در حالی که برخی دیگر از طبیعت جنگلی و مناظر باتلاقی منطقه عبور می‌کنند.
در پارک ملی پیاده‌روی، می‌توان دوچرخه سواری کوهستان، پارو زدن، اسکی و راه رفتن با پاچیله انجام داد. طیف متنوعی از مسیرهای پیاده‌روی فرصت سفرهای یک روزه در طول‌های مختلف و پیاده‌روی طولانی‌تر را فراهم می‌کند. درپاللاس-اوللس‌تونتوری، کوهنوردان روزانه می‌توانند به بالای آبشارها نیز صعود کنند.
اکثر مسیرها مسیرهای دایره‌ای هستند و در همه مسیرها اردوگاه‌های خدماتی وجود دارد. کمپینگ‌ها می‌توانند چادر سرخ‌پوستان، کومه و اجاره‌ای باشند. منطقه پارک ملی در مجموع ۳۴۰ کیلومتر مسیرهای پیاده‌روی تابستانی مشخص دارد. تقریباً ۲۰۰ کیلومتر مسیر پیاده‌روی تابستانی نیز در مجاورت پارک ملی قرار دارد. به استثنای چند مورد، دوچرخه سواری در کوهستان در مسیرهای پیاده‌روی مشخص شده تابستانی مجاز است. بیش از ۵۰۰ کیلومتر مسیر اسکی و بیش از ۱۰۰ کیلومتر مسیر پیاده‌روی زمستانی وجود دارد.
مسیر هتاپالاس شناخته شده‌ترین مسیر پیاده‌روی در پارک ملی و قدیمی‌ترین مسیر پیاده‌روی مشخص شده در فنلاند است که در سال ۱۹۳۴ مورد بهره‌برداری قرار گرفت. مسیر هتا-پالاس تقریباً ۵۰ کیلومتر طول دارد و می‌توان آن را در هر دو جهت پیاده‌روی کرد. این مسیر در امتداد فلات‌های و دره‌ها است و سربالایی و سرپائینی فراوان دارد.
طبیعت پارک ملی متنوع است. این منطقه دارای چندین زیستگاه مختلف شامل پوده‌زار، جنگل خلنگزار، جنگل کهن‌رشد در حالت طبیعی خود، زمین‌های باز و جنگل‌های غنی از گیاهان می‌باشد.

### پوشش گیاهی و آبراهه‌ها
پارک ملی سرشار از پوشش گیاهی است. کاج، کاج نوئل و توس به ویژه در این منطقه خوب رشد می‌کنند. گیاهان معمولی در نواحی بدون درخت شامل گیاهان مختلف کم رشد مانند توس کوتوله، و سنگروی سیاه، سرخس شترمرغ و سنبل ختایی است. زغال‌اخته آبی و سیاه‌دار سرخ در جنگل رشد می‌کنند. شمعدانی و بسیاری از گونه‌های نادر دیگر خزه و قارچ در جنگل‌های مرطوب و قدیمی رشد می‌کنند.
بسیاری از گیاهان تالابی، مانند چای لابرادور، علف پنبه‌ای، تمشک شمالی و قره‌گیله شمالی در منجلاب‌ها خوب رشد می‌کنند. ثعلبیان کمیاب نیز در نواحی آهکی رشد می‌کنند.
پارک ملی دریاچه‌ها، برکه‌ها و نهرهای زیادی دارد. بزرگ‌ترین دریاچه پارک، دریاچه پالاس‌یروی است که در جنوب شرقی قرار دارد.
پستانداران بزرگی که در پارک ملی یافت می‌شوند شامل گوزن شمالی و واپیتی هستند. در طول تابستان، به ویژه گوزن‌های شمالی زمان زیادی را در آبشارها و مناطق باتلاقی می‌گذرانند. پستانداران دیگری که معمولاً در این منطقه دیده می‌شوند عبارتند از:خرگوش صحرایی، روباه، راسو، موش قطبی نروژی، گونه‌های مختلف موش کور و سنجاب. خرس و سیاهگوش وشق از شکارچیان بزرگ فنلاند هستند که به‌طور دائم در این پارک ملی زندگی می‌کنند.
گونه‌های پرندگان شمالی و جنوبی در این پارک ملی مخلوط می‌شوند. گونه‌های شمالی شامل باقرقره پرپای صخره، باقرقره پرپای بیدی و سلیم اوراسیایی است. جنگل‌های سرسبز صنوبر مکان محبوبی برای گونه‌های جنوبی مانند توکای سیاهمعمولی و سسک جنگلی است. گونه‌های مختلف چرخ‌ریسک، جیجاق سیبری و نوک‌بزرگ کاج‌نشین را می‌توان در جنگل دید. هر زمان که موش کور زیادی وجود داشته باشد، جغد و باز بیشتری نیز در منطقه مشاهده می‌شوند. یکی از ساکنان معمولی زیرآبروک گلوسفید است که برای گرفتن غذای خود حتی در زمستان در آب روان فرومی‌رود. دیگر گونه‌های پرنده‌ای که در پارک ملی دیده می‌شوند عبارتند از گلوآبی، آبچلیک خالدار پاسبز، دم‌جنبانک زرد غربی، تلیله شکیل و آبچلیک پاسرخ خالدار.

### آب و هوا و پدیده‌های طبیعی
موقعیت این پارک ملی در شمال مدار شمالگان بوده و به این معنی است که آب و هوای معمولی و پدیده‌های طبیعی مرتبط با تغییرات فصلی را تجربه می‌کند. زمستان شامل یک دوره شب قطبی در دسامبر تا ژانویه، بارش برف، دمای انجماد است که می‌تواند تا منفی ۳۰ کاهش یابد. هوا سرد و نور خورشید بسیار کم است. در شب‌ها و شب‌های صاف، سیارات، ستارگان و شفق قطبی ممکن است در آسمان قابل مشاهده باشند.
ضخیم‌ترین پوشش برف در پارک ملی در ماه‌های مارس تا آوریل است، زمانی که ممکن است بیش از یک متر برف در آبشارها و جنگل‌ها وجود داشته باشد. مقدار نور در اواخر زمستان به سرعت افزایش می‌یابد. وقتی بهار می‌رسد، برف‌ها آب می‌شوند و میزان نور همچنان افزایش می‌یابد. تابستان از اواسط ژوئن شروع می‌شود و خورشید نیمه شب منطقه را در ژوئن تا ژوئیه روشن می‌کند. در این مدت خورشید اصلاً غروب نمی‌کند.
نمایش رنگ‌های پاییزی معمولاً از اواسط سپتامبر در غرب لاپلند آغاز می‌شود و دو تا سه هفته ادامه دارد. اولین برف معمولاً بعد از اواسط اکتبر می‌بارد، اما بارش‌های برف گاهی در طول ماه‌های تابستان، به‌ویژه در منطقه پالاس-اوناستونتوری، دیده می‌شود.
تمام پارک‌های ملی فنلاند از اصول پیاده‌روی بدون زباله پیروی می‌کنند. هدف از پیاده‌روی بدون زباله این است که اطمینان حاصل شود که بازدیدکنندگان زباله‌های خود را از زمین خارج می‌کنند و آن‌ها را به نقاط بازیافتی تحویل می‌دهند. هدف این است که میزان زباله‌هایی را که به طبیعت می‌رسند کاهش دهند.

## نگارخانه
|  |